# 1,3,5-Triazido-2,4,6-trinitrobenzen
1,3,5-triazido-2,4,6-trinitrobenzen, takođe poznat kao TATNB (triazidotrinitrobenzen) i TNTAZB (trinitrotriazidobenzen), je aromatični visoki eksploziv sastavljen od benzenskog prstena sa tri azido grupe (-N3) i tri nitro grupe (-NO2) koje se smenjuju oko prstena, dajući hemijsku formulu C6(N3)3(NO2)3. Njegova brzina detonacije je 7.350 metara u sekundi, što je uporedivo sa TATB (triaminotrinitrobenzen). Takođe je i organsko jedinjenje, koje sadrži 6 atoma ugljenika i ima molekulsku masu od 336,141 .

## Istorija
Jedinjenje je prvi sintetizovao Oldrič Turek 1924.

## Priprema
Jedinjenje je prvi put sintetizovao Oldrič Turek 1924. Može se pripremiti reakcijom 1,3,5-trikloro-2,4,6-trinitrobenzena sa natrijum azidom. 1,3,5-trihloro-2,4,6-trinitrobenzen se dobija nitracijom 1,3,5 -trihlorobenzena sa azotnom kiselinom i sumpornom kiselinom.
Drugi put koristi nitriranje 1,3,5-triazido-2,4-dinitrobenzena.

## Svojstva

### Fizička svojstva
1,3,5-triazido-2,4,6-trinitrobenzen je kristalna čvrsta supstanca koja se topi na 131 °C (268 °F). Kristalizuje u monoklinskoj kristalnoj rešetki P 21/c. To je jako endotermno jedinjenje. Molarna entalpija formiranja je 765,8 kJ mol−1, molarna entalpija sagorevanja 3.200 kJ·mol−1..

### Hemijska svojstva
Čak i na niskim temperaturama, jedinjenje se polako razlaže oslobađajući gas azota, pretvarajući se u benzotrifuroksan. Ova reakcija se kvantitativno odvija u roku od 14 sati na 100 °C (212 °F). Na 50 °C (122 °F) konverzija od 50% se postiže nakon 190 dana, na 35 °C (95 °F) konverzija od 16% nakon 600 dana i na 20 °C (68 °F) nakon 1200 dana konverzija od oko 2,8%. Razlaganje nije autokatalitičko. . Kao rastvor u m-ksilenu, primećena je kinetika prvog reda za razlaganje, sa poluživotom od 340 minuta na 70 °C (158 °F), 89 minuta na 80 °C (176 °F) i 900 sekundi na 100 °C (212 °F).
Jedinjenje eksplodira ako se brzo zagreje iznad 168 °C (334 °F). Veoma je osetljiv na udar i slabo je na trenje.
| Balans kiseonika        | −28,6 %                   |
| Sadržaj azota           | 50,0 %                    |
| Normalna zapremina gasa | 800 l·kg−1                |
| Eksplozivna toplota     | 5693 kJ·kg−1 (H2O (l))    |
| Specifična energija     | 1666 kJ·kg−1 (68,1 mt/kg) |
| Olovni blok ispupčenje  | 47,0 cm3·g−1              |
| Osetljivost na udar     | 5 Nm                      |

## Upotreba
1,3,5-triazido-2,4,6-trinitrobenzen je viđen kao moguća zamena za inicirajući eksploziv živin fulminat u detonatorima, kapislama za miniranje i slično. Zbog niske termičke stabilnosti, a time i stabilnosti skladištenja, nijedna komercijalna primena nije mogla da se uspostavi.

## Osobine
| Osobina                  | Vrednost |
| ------------------------ | -------- |
| Broj akceptora vodonika  | 12       |
| Broj donora vodonika     | 0        |
| Broj rotacionih veza     | 6        |
| Particioni koeficijent ( | 3,6      |
| Rastvorljivost (logS, log(mol/L))       | -3,5     |
| Polarna površina (PSA, Å2)  | 286,7    |

## Literatura
- Clayden, Jonathan; Greeves, Nick; Warren, Stuart; Wothers, Peter (2001). Organic Chemistry (I изд.). Oxford University Press. ISBN 978-0-19-850346-0.
- Smith, Michael B.; March, Jerry (2007). Advanced Organic Chemistry: Reactions, Mechanisms, and Structure (6th изд.). New York: Wiley-Interscience. ISBN 0-471-72091-7.
- Katritzky A.R.; Pozharskii A.F. (2000). Handbook of Heterocyclic Chemistry (Second изд.). Academic Press. ISBN 0080429882.

## Dodatna literatura
- Robert Matyas, Jiri Pachman. Primary Explosives. ISBN 978-3-642-28435-9. Springer, 2013, , S. 118–121.